# Cassagnabère-Tournas
Cassagnabère-Tournas (okzitanisch: Cassinhabèra e Tornàs) ist eine französische Gemeinde mit 467 Einwohnern (Stand: 1. Januar 2022) im Département Haute-Garonne in der Region Okzitanien (vor 2016: Midi-Pyrénées). Sie gehört zum Arrondissement Saint-Gaudens und zum Kanton Cazères. Die Einwohner werden Cassagnaberois genannt.

## Geographie
Cassagnabère-Tournas liegt 17 Kilometer nordnordöstlich von Saint-Gaudens und etwa 68 Kilometer von Toulouse entfernt in der historischen Provinz Comminges. Umgeben wird Cassagnabère-Tournas von den Nachbargemeinden Escanecrabe und Esparron im Norden, Saint-André im Nordosten, Boussan und Aurignac im Osten, Peyrouzet im Südosten, Aulon im Südosten und Süden, Saint-Marcet im Südwesten, Saint-Lary-Boujean im Westen sowie Ciadoux im Nordwesten. Die Louge begrenzt die Gemeinde im Südosten.

## Bevölkerungsentwicklung
| Jahr                       | 1962 | 1968 | 1975 | 1982 | 1990 | 1999 | 2006 | 2013 | 2020 |
| Einwohner                  | 581  | 544  | 464  | 424  | 426  | 389  | 393  | 463  | 467  |
| Quellen: Cassini und INSEE |      |      |      |      |      |      |      |      |      |

## Sehenswürdigkeiten
- Kirche Saint-Gilles
- Alte Kapelle Notre-Dame
- Monumentalkreuz, seit 1926 Monument historique